# Hiéroglyphe égyptien E2
Le hiéroglyphe égyptien E2 (taureau chargeant), est classifié dans la section E « Mammifères » de la liste de Gardiner ; il y est noté E2.

## Représentation
Il représente un taureau (race Negou) la tête baissé, prêt à charger. Il est translittéré kȝ.

## Utilisation
| kA · D52 | E1 |

| kA · D52 | E1 |

| E2 · D40 |

| E2 · D40 |

| S31 | E2 |

| S31 | E2 |

| pr · r | i | i | D54 | E2 |

| pr · r | i | i | D54 | E2 |